# Jaderná elektrárna Edwin I. Hatch
Jaderná elektrárna Edwin I. Hatch (anglicky Edwin I. Hatch Nuclear Power Plant) je provozní jadernou elektrárnou ve Spojených státech. Leží poblíž města Baxley v Appling County ve státě Georgie. Elektrárnu vlastní celkem 4 společnosti; Georgia Power, OPC, MEAG a Dalton Utilities. Reaktory elektrárny dodala a vybudovala americká společnost General Electric. Elektrárna nese jméno Edwina I. Hatche, řediteli Georgia Power v letech 1963 až 1975.

## Historie a technické informace
Výstavba prvního bloku započala dne 30. září 1968. Jedná se o varný reaktor typu BWR-4. Jeho hrubý výkon činí 911 MW a čistý výkon po odečtení vlastních potřeb bloku je 876 MW. Do sítě byl blok připojen dne 11. listopadu 1974 a do komerčního provozu přešel 31. prosince 1975.
Druhý blok začal být budován 1. února 1972. Jedná se o identický varný reaktor BWR-4. Hrubý výkon dosahuje 921 MW a čistý výkon čítá 883 MW. K síti byl přifázován dne 22. září 1978 a komerční provoz nastal 5. září 1979.
První blok má od NRC udělenou provozní licenci do roku 2034 a druhý do roku 2038
Vyhořelé jaderné palivo je skladováno na místě v betonových kontejnerech.

### Okolní obyvatelstvo
NRC definuje dvě zóny havarijního plánování kolem jaderných elektráren. První o poloměru 16 kilometrů, která se týká především vystavení radioaktivní kontaminace vzduchu a poté druhou o poloměru 80 kilometrů, jež se zabývá kontaminací potravin a vody.
Podle studie NRC zveřejněné v srpnu 2010 byl odhad každoročního rizika zemětřesení dostatečně silného na to, aby způsobilo poškození aktivní zóny reaktoru 1 ku 454 545.

## Informace o reaktorech
| Reaktor          | Typ reaktoru  | Výkon  | Výkon  | Zahájení výstavby | Připojení k síti | Uvedení do provozu | Uzavření |
| Reaktor          | Typ reaktoru  | Čistý  | Hrubý  | Zahájení výstavby | Připojení k síti | Uvedení do provozu | Uzavření |
| ---------------- | ------------- | ------ | ------ | ----------------- | ---------------- | ------------------ | -------- |
| Edwin I. Hatch-1 | BWR-4 218-560 | 876 MW | 911 MW | 30. 9. 1968       | 11. 11. 1974     | 31. 12. 1975       |          |
| Edwin I. Hatch-2 | BWR-4 218-560 | 883 MW | 921 MW | 1. 2. 1972        | 22. 9. 1978      | 5. 9. 1979         |          |